# Condado de Cumberland (Nova Escócia)
O Condado de Cumberland é um dos 18 condados da província canadense de Nova Escócia. De acordo com o censo de 2016, a população era de 30.005 e a área territorial era de 4.277,86 quilômetros quadrados.